# Наґасу Мірай
Нагасу Мірай (яп. 長洲未来, англ. Mirai Nagasu; *16 квітня 1993, Монтебелло, Каліфорнія, США) — американська фігуристка, що виступає у жіночому одиночному фігурному катанні.

## Біографія
Наґасу народилась у містечку Монтебелло в Каліфорнії, а виросла у місті Аркадія в тому ж штаті. Вона почала кататися на ковзанах у п'ятирічному віці. Її батьки — японці і володіють у Аркадії крамничкою суші.
Ім'я «Мірай» у перекладі з японської означає «майбуття», у Японії ж її прізвище записують і ієрогліфами яп. 長洲未来 (Нагасу Мірай) і каною яп. ミライ・ナガス (те саме прочитання). Попри те, що Наґасу народилась і виросла у США і завжди виступала за цю країну, її батьки народились у Японії, тому в неї подвійне громадянство. Але коли дівчині виповниться 22 роки, їй згідно з японськими законами доведеться вибрати, з якою з двох країн пов'язати своє майбутнє.
Кар'єра Наґасу Мірай завжди добре висвітлювалась у японських ЗМІ наравні зі спортивними досягненнями японських одиночниць Асада Мао та Андо Мікі, що породило чутки, начебто японський уряд пропонував дівчині прийняти са́ме японське громадянство.

### Кар'єра
Наґасу здобула перемогу на своєму першому Чемпіонаті США з фігурного катання 2007 року (в юніорському розряді), випередивши явну фаворитку Керолайн Чжан. На Чемпіонаті світу з фігурного катання серед юніорів 2007 року Наґасу після короткої програми займала друге місце за Керолайн Чжан, відстаючи від неї на 1.95 балів, але після виконання довільної розрив збільшився ще на 3.46 балів. Відтак, Наґасу посіла другу позицію, і завдячуючи бронзовій медалі Ешлі Вагнер американки вперше в історії зайняли увесь подіум юніорської першості світу з фігурного катання

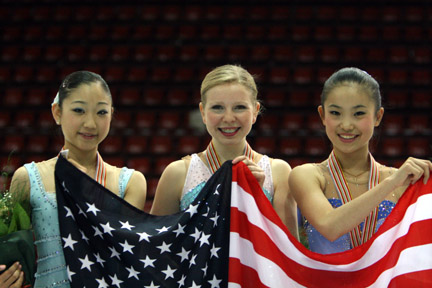
Медалісти юніорського ЧС з фігурного катання 2008 року. Зліва праворуч: американки Мірай Наґасу, Рейчел Флетт і Керолайн Чжан з прапором США

У сезоні 2007/2008 Наґасу вперше виступила на дорослому Чемпіонаті США з фігурного катання, хоча на міжнародних змаганнях, як і раніше, виступала на юніорському рівні. Вона здобула перемогу на двох етапах Гран-Прі серед юніорів: у Нью-Йорку та Загребі, де в короткій програмі стала першою, а в довільній показала другий результат після американки Рейчел Флетт, але за сумою обох прокатів посіла «золоту» сходинку першості. Завдяки перемогам на 2 етапах серії Гран-Прі, Наґасу відібралась у Фінал юніорського Гран-Прі. У довільній програмі цього турніру фігуристка знову поступилась співвітчизниці Флетт, але за сумою знов тріумфувала
На Чемпіонаті США з фігурного катання 2008 року 14-річна Наґасувдало прокатала коротку програму, вперше виконавши каскад стрибків потрійний лутц—потрійний тулуп. У довільній же вона була лише третьою після Флетт і Вагнер, але за сумою прокатів усе-таки перемогла. Таким чином, Мірай Наґасу — наймолодша чемпіонка США з фігурного катання з часів Тари Липинськи. Через вікові обмеження ІСУ (15 років) спортсменка не брала участі у світовій першості з фігурного катання 2008 року. А от на юніорську світову першість вона поїхала, і завоювала там бронзову медаль, поступившись Флетт і Чжан, тобто американки знову, вдруге поспіль посіли весь п'єдестал пошани.
У сезоні 2008/2009 Наґасу виступила вже у 2 дорослих етапах серії Гран-Прі — стала 4-ю на «Skate America»—2008 і лише 8-ю на «NHK Trophy»—2008. На Чемпіонаті США з фігурного катання 2009 року Мірай посіла лише 5-е місце, відтак не потрапивши у Збірну США на міжнародні старти сезони.
У сезоні 2009/2010 (олімпійському) Наґасу взяла участь знову в 2 етапах серії Гран-Прі — стала 5-ю на «Cup of China»—2009 і 4-ю на «Skate Canada»—2009. На відповідальному старті — внутрішній першості з фігурного катання 2010 року Наґасу набрала за коротку програму 70.06 балів, ставши першою. У довільній же вона заробила 118.72 балів, ставши третьою, а за сумою результатів посіла друге місце після Рейчел Флетт, таким чином, відібравшись на найпрестижніші міжнародні змагання сезону. Зокрема, в лютому 2010 року в складі Олімпійської Збірної США спортсменка взяла участь у турнірі одиночниць на XXI Зимовій Олімпіаді (Ванкувер, Канада), і сенсаційно посіла високе четверте місце.

## Спортивні досягнення
| Сезони/Змагання                                    | 2006/2007 | 2007/2008 | 2008/2009 | 2009/2010 |
| -------------------------------------------------- | --------- | --------- | --------- | --------- |
| Зимові Олімпійські ігри                            |           |           |           | 4         |
| Чемпіонати світу з фігурного катання серед юніорів | 2         | 3         |           |           |
| Чемпіонати США з фігурного катання                 | 1 J.      | 1         | 5         | 2         |
| Етапи Гран-Прі: «Skate Canada»                     |           |           |           | 4         |
| Етапи Гран-Прі: «Cup of China»                     |           |           |           | 5         |
| Етапи Гран-Прі: «NHK Trophy»                       |           |           | 8         |           |
| Етапи Гран-Прі: «Skate America»                    |           |           | 5         |           |
| Фінали юніорського Гран-Прі                        |           | 1         |           |           |
| Етапи юніорського Гран-Прі, Хорватія               |           | 1         |           |           |
| Етапи юніорського Гран-Прі, США                    |           | 1         |           |           |

- N = рівень новачків; J = юніорський рівень